# La Balme-d'Épy
La Balme-d'Épy foi uma comuna francesa na região administrativa de Borgonha-Franco-Condado, no departamento de Jura. Estendia-se por uma área de 2,97 km². Em 2010 a comuna tinha 53 habitantes (densidade: 17,8 hab./km²).
Em 1 de janeiro de 2018, passou a formar parte da comuna de Val-d'Épy.